# Pavla Zachařová
Pavla Zachařová, rozená Lorencová (30. března 1929 Králův Dvůr – 10. listopadu 1987, Praha) byla básnířka, autorka textu songové liturgie a farářka Církve československé husitské.

## Život
Po středoškolských studiích se přihlásila na Husovu československou evangelickou fakultu bohosloveckou v Praze, studia dokončila v roce 1953 na Husově československé bohoslovecké fakultě. Po udělení kněžského svěcení 30. srpna 1953 byla ustanovena farářkou v Trhových Svinech. V letech 1955–1957 působila jako pomocná duchovní na Kladně. Po přerušení služby kvůli mateřským povinnostem nastoupila do Plaňan (1958–1959). Po několikaleté pauze postupně sloužila jako farářka v Městci Králové (1964–1967), Moravské Třebové (1967–1971) a Žďáru nad Sázavou (1971–1975). Přestože byla nucena v roce 1975 přijmout plný invalidní důchod, vypomáhala v letech 1977–1978 v Praze-Dejvicích.
Poslední třetinu života byla těžce zkoušena hluchotou a nemocemi, žila osobitou zbožností, z jejíchž hlubin tryskala její pozoruhodná poezie, která se objevovala v Českém zápase i v kalendáři Blahoslav. Je autorkou textu k songové liturgii Luboše Svobody, pro potřeby pozůstalých sestavila brožuru Sedm zamyšlení po pohřbu. Skrze vlastní přijímanou bolest hluboce promýšlela teologii kříže a utrpení. Své kněžství promítla do poezie.